# MacOS Sierra
macOS 10.12 Sierra (dal nome dell'omonima catena montuosa californiana) è la tredicesima versione del sistema operativo macOS sviluppato dalla Apple Inc., la prima a chiamarsi "macOS" invece che "OS X". È stato presentato ufficialmente al pubblico da Craig Federighi il 13 giugno 2016 a San Francisco, durante l'Apple WWDC. Lo stesso giorno della presentazione è uscita la prima beta per sviluppatori.
La versione finale è stata pubblicata il 20 settembre 2016.

## Funzionalità
La principale novità riguarda Siri che debutta sul Mac, con nuove funzioni dedicate a macOS. Il nuovo sistema operativo interagisce con iCloud e i dispositivi Apple in tanti nuovi modi e con applicazioni più usabili ed interattive.

### Design
Il design del Centro Notifiche è stato ridisegnato, prendendo lo stile di quello su iOS 10.
L'applicazione Foto ora crea video-ricordo giornalieri, raggruppando determinate foto e inserendo automaticamente una canzone adeguata al contesto. È disponibile una nuova sezione per la gestione dei volti e l'organizzazione di essi in base alla persona. Inoltre, ogni foto e video viene analizzato rintracciando oggetti, panorami e situazioni in modo tale da cercare una foto o un video attraverso un determinato oggetto al suo interno.
L'applicazione Messaggi implementa tutte le novità di iMessage aggiunte con iOS 10.
Anche iTunes è stato ridisegnato per semplificarne l'utilizzo. Sono stati inoltre aggiunti i testi dei brani.

### Gestione della memoria
Ora è disponibile un nuovo pannello per la gestione della memoria di sistema, in grado di archiviare automaticamente i file e gli allegati più vecchi e meno utilizzati su iCloud. È anche possibile svuotare il cestino periodicamente e cancellare i film iTunes già visti.
Con macOS Sierra è possibile caricare tutti i documenti e il desktop su iCloud, in modo tale da accedervi da qualsiasi dispositivo.

### Integrazione con altri dispositivi
Un'altra novità importante è la possibilità di sbloccare il Mac attraverso l'Apple Watch (con watchOS 3 o superiori) se l'autenticazione a due fattori dell'account ID Apple è attivata.
I documenti, testi, foto e video che vengono copiato sull'iPhone o iPad possono essere copiati istantaneamente sul Mac (o viceversa) attraverso l'uso della tecnologia Bluetooth.

### Altro
Ora la modalità di riproduzione video Picture in Picture è disponibile per più piattaforme e siti.
È stata aggiunta la possibilità di aprire più tab delle applicazioni di terze parti, senza l'intervento da parte del programmatore.
Dalla versione 10.12.4 è stato aggiunto Night Shift, che permette di spostare il colore dello schermo su toni più caldi per non affaticare la vista durante la notte; questa funzione era già stata introdotta con iOS 9.3. Inoltre, sempre in questa versione di macOS, il File system viene convertito da HFS Plus a APFS, come in iOS 10.3 per i dispositivi mobili di casa Apple.

## Compatibilità
I seguenti modelli di Mac sono compatibili con macOS Sierra:
- MacBook: fine 2009 o più recente
- MacBook Pro: metà 2010 o più recente
- MacBook Air: fine 2010 o più recente
- Mac mini: metà 2010 o più recente
- iMac: fine 2009 o più recente
- Mac Pro: metà 2010 o più recente

## Versioni
|  | Dismessa |  | Versione corrente |  | Beta |

| Versione | Build   | Data              | Nome OS       | Dettagli                                             | Download                                                                    |
| -------- | ------- | ----------------- | ------------- | ---------------------------------------------------- | --------------------------------------------------------------------------- |
| 10.12    | 16A323  | 20 settembre 2016 | Darwin 16.0.0 | Uscito sull'App Store                                | N.D.                                                                        |
| 10.12.1  | 16B2555 | 24 ottobre 2016   | Darwin 16.1.0 | Informazioni sull'aggiornamento macOS Sierra 10.12.1 | Aggiornamento macOS Sierra 10.12.1                                          |
| 10.12.1  | 16B2657 | 27 ottobre 2016   | Darwin 16.1.0 | Informazioni sull'aggiornamento macOS Sierra 10.12.1 | Aggiornamento macOS Sierra 10.12.1                                          |
| 10.12.2  | 16C67   | 13 dicembre 2016  | Darwin 16.3.0 | Informazioni sull'aggiornamento macOS Sierra 10.12.2 | Aggiornamento macOS Sierra 10.12.2 Aggiornamento Combo macOS Sierra 10.12.2 |
| 10.12.2  | 16C68   | 14 dicembre 2016  | Darwin 16.3.0 | Informazioni sull'aggiornamento macOS Sierra 10.12.2 | Aggiornamento macOS Sierra 10.12.2 Aggiornamento Combo macOS Sierra 10.12.2 |
| 10.12.3  | 16D32   | 23 gennaio 2017   | Darwin 16.4.0 | Informazioni sull'aggiornamento macOS Sierra 10.12.3 | Aggiornamento macOS Sierra 10.12.3 Aggiornamento Combo macOS Sierra 10.12.3 |
| 10.12.4  | 16E195  | 27 marzo 2017     | Darwin 16.5.0 | Informazioni sull'aggiornamento macOS Sierra 10.12.4 | Aggiornamento macOS Sierra 10.12.4 Aggiornamento Combo macOS Sierra 10.12.4 |
| 10.12.5  | 16F73   | 15 maggio 2017    | Darwin 16.6.0 | Informazioni sull'aggiornamento macOS Sierra 10.12.5 | Aggiornamento macOS Sierra 10.12.5 Aggiornamento Combo macOS Sierra 10.12.5 |
| 10.12.6  | 16G8c   | 19 luglio 2017    | Darwin 16.7.0 | Informazioni sull'aggiornamento macOS Sierra 10.12.6 | Aggiornamento macOS Sierra 10.12.6 Aggiornamento Combo macOS Sierra 10.12.6 |